# Anobinae
Sous-famille
Les Anobinae sont une sous-famille d'insectes lépidoptères nocturnes de la famille des Erebidae.

## Distribution
Amérique, Asie.

## Systématique
Le taxon aujourd'hui appelé Anobinae a été décrit en 2005 par Holloway en tant que tribu, alors appelée Anobini, et placée, en fonction des auteurs, dans la sous-famille des Catocalinae ou des Calpinae. 
Il a ensuite été élevé au rang de sous-famille de la famille des Erebidae, et sa composition et sa position systématique ont été partiellement élucidées en 2012 par des études de phylogénie moléculaire.
La compréhension de la systématique des Erebidae étant encore imparfaite et en progrès rapides, la nomenclature diffère selon les sources et est encore susceptible d'évoluer.

## Liste de genres
Selon BioLib (6 mars 2018) :
- Anoba Walker, 1858 - genre type
- Baniana Walker, 1858
- Crithote Walker, 1864
- Plecoptera Guenée in Boisduval & Guenée, 1852
- Rema Swinhoe, 1900

Selon ITIS (6 mars 2018) :
- Baniana Walker, 1858
- Deinopa Walker, 1856

Selon Zahiri et al. (2012) :
- Anoba Walker, 1858
- Baniana Walker, 1858
- Crithote Walker, 1864
- Deinopa Walker, 1856
- Marcipa Walker, 1855 - syn. Birtha Walker, 1865[5]
- Plecoptera Guenée in Boisduval & Guenée, 1852
- Rema Swinhoe, 1900